# Jean-Loup Metton
Jean-Loup Metton, né le 18 août 1949 à Chazay-d'Azergues, est un homme politique français, maire de Montrouge de 1994 à 2016.

## Biographie
Il a fait ses études à l’Institut d'études politiques de Lyon et est titulaire d'une maîtrise de droit et d'un diplôme de marketing industriel. Il est marié et père de deux enfants.

### Carrière politique
Élu au conseil régional d’Île-de-France de 1998 à 2004 où il est Président de la Commission des Affaires sociales et au conseil général des Hauts-de-Seine en 2004 où il est président de la commission du logement de l’habitat et de la politique de la ville de ce dernier.
Il est adhérent de l’UDF depuis 25 ans.
Il est l'un des trois vice-présidents du comité directeur de « Société en mouvement », le club de réflexion de Gilles de Robien.
En 2007, il est candidat aux élections législatives de 2007 dans la 11e circonscription des Hauts-de-Seine sans le soutien du MoDem mais avec celui  de l'UMP.
Il arrive en tête des suffrages au 1er tour avec 36,32 % devant Marie-Hélène Amiable (PCF) qui recueille 27,40 % des voix. Au second tour il est battu en recueillant 41,42 % des voix.
À la suite des élections législatives de 2007, il rejoint le Nouveau Centre.
En mars 2008, il est tête de liste UMP/Nouveau centre pour les municipales. Allié au second tour à Jean-Eric Branaa, candidat de la liste Montrouge Démocrate, il est réélu avec plus de 53 % des voix face à son concurrent socialiste, Wilfrid Vincent.
En 2011, il est réélu conseiller général des Hauts-de-Seine dont il est vice-président, chargé des transports et de la voirie.
Jean-Loup Metton est candidat aux élections municipales en 2014 et est réélu avec 61 % dès le premier tour.
En janvier 2016, il est élu 3e vice-président de l'établissement public territorial Vallée Sud Grand Paris.
En octobre 2016, il annonce sa démission du poste de maire de Montrouge « pour des raisons personnelles ». Il reste néanmoins conseiller municipal.

### Sujets de société
En 2013, en tant que maire de Montrouge, à la suite de l'avis défavorable de la commission sécurité, il prend un arrêté municipal d'interdiction d'ouverture de la salle de prière musulmane de la ville. L'association musulmane AFM (Association Fraternité de Montrouge) décide alors d'attaquer cet arrêté en justice. Le recours est actuellement[Quand ?] devant le Tribunal administratif de Cergy-Pontoise. Dans le cadre d'une autre procédure, le Tribunal administratif a enjoint à la municipalité de Montrouge de mettre à disposition de l’AFM une salle pour le Ramadan et ce sous 48 heures. La mairie de Montrouge a également été condamnée à verser la somme de 1 000 € à l’association au titre des frais de justice.
Membre du collectif des maires pour l'enfance, il indique néanmoins vouloir appliquer et respecter la loi no  2013-404 du 17 mai 2013 ouvrant le mariage aux personnes de même sexe une fois celle-ci promulguée : "nous ferons les mariages, tous les mariages, sans exception".